# Copa de los Países Bajos 2011-12
La Copa de los Países Bajos 2011-12 fue la nonagésima cuarta versión del torneo de fútbol neerlandés entre clubes. Se disputó entre el 23 de agosto del 2011 y el 8 de abril del 2012 y enfrentó a noventa y dos equipos de distintas categorías, siendo cincuenta y seis amateurs, diociocho de la Eerste Divisie y diociocho de la Eredivisie.
El campeón fue el P. S. V. Eindhoven, que venció en la final al Heracles Almelo por 3-0 en el Stadion Feijenoord, en lo que se trató de su octavo título. La victoria en la final le dio un cupo a la Liga Europea de la UEFA 2012-13 desde la ronda de play-offs.

## Calendario
El calendario para la Copa de los Países Bajos 2011/12 fue el siguiente.
| Ronda            | Fechas                                  |
| ---------------- | --------------------------------------- |
| Primera Ronda    | 23 y 24 de agosto del 2011              |
| Segunda Ronda    | 20, 21 y 22 de septiembre del 2011      |
| Tercera Ronda    | 25, 26 y 27 de octubre del 2011         |
| Cuarta Ronda     | 20, 21 y 22 de diciembre del 2011       |
| Cuartos de final | 31 de enero o 1 y 2 de febrero del 2012 |
| Semifinales      | 21 y 22 de marzo del 2012               |
| Final            | 8 de abril de 2012                      |

## Fases previas

### Primera ronda
Cincuenta y seis equipos amateurs compitieron por un cupo a la Segunda Ronda. Los encuentros se desarrollaron entre los días 23 y 24 de agosto del 2011.
|                  | 23.8.2011 - 24.8.2011 |                       |
| ---------------- | --------------------- | --------------------- |
| Zwaluwen '30     | 3 - 0                 | Susteren              |
| Hollandia        | 0 - 1                 | S. V. V. Scheveningen |
| Staphorst        | 4 - 2                 | Groene Ster           |
| De Treffers      | 1 - 0                 | Rijnsburgse Boys      |
| SVZW Wierden     | 4 - 5 (pr.)           | HBS Craeyenhout       |
| Someren          | 1 - 4                 | Genemuiden            |
| A. R. C.         | 6 - 2                 | Quick '20             |
| Sparta Nijkerk   | 5 - 1                 | Hoogland              |
| V. C. K.         | 0 - 5                 | Argon                 |
| Actief           | 1 - 2 (pr.)           | Excelsior '31         |
| GOES             | 1 - 5                 | Zwaluwen              |
| Capelle          | 1 - 1 (pr.) 4-5 (p)   | W. K. E.              |
| IJsselmeervogels | 2 - 1                 | A. F. C.              |
| Achilles '29     | 1 - 0                 | Katwijk               |

|                   | 23.8.2011 - 24.8.2011 |                 |
| ----------------- | --------------------- | --------------- |
| Haaglandia        | 0 - 1                 | Lisse           |
| N. E. C. amateurs | 2 - 3                 | Harkemase Boys  |
| Barendrecht       | 2 - 2 (pr.) 4-5 (p)   | Hilversum       |
| Lienden           | 3 - 4                 | V. V. Bennekom  |
| Alphense Boys     | 0 - 1                 | Montfoort       |
| Urk               | 1 - 2                 | V. V. Berkum    |
| ODIN '59          | 1 - 2 (pr.)           | V. V. S. B.     |
| UNA               | 2 - 0                 | Spakenburg      |
| JVC Cuijk         | 1 - 1(pr.) 7 - 6 (p)  | Voorschoten '97 |
| GVVV              | 3 - 1                 | Nemelaer        |
| Noordwijk         | 4 - 1                 | EHC             |
| Young Boys        | 1 - 2                 | HSC '21         |
| Be Quick 1887     | 0 - 3                 | HHC Hardenberg  |
| E. V. V.          | 5 - 3                 | Hoek            |

### Segunda Ronda
Los 28 ganadores de la Primera Ronda, más los 18 equipos de la Eerste Divisie y de la Eredivisie conforman el cuadro. Los encuentros se desarrollaron entre los días 20 y 22 de septiembre del 2011.
|                  | 20.9.2011 - 22.9.2011 |                          |
| ---------------- | --------------------- | ------------------------ |
| Montfoort        | 1 - 6                 | Sparta Rotterdam         |
| V. V. V. Venlo   | 0 - 2                 | S. C. Heerenveen         |
| Feyenoord        | 4 - 0                 | A. G. O. V. V. Apeldoorn |
| SC Cambuur       | 0 - 1                 | Rijnsburgse Boys         |
| V. V. Bennekom   | 1 - 6                 | Roda JC                  |
| Harkemase Boys   | 4 - 2 (pró.)          | Willem II                |
| IJsselmeervogels | 0 - 1                 | Dordrecht                |
| Go Ahead Eagles  | 3 - 1 (pró.)          | Helmond Sport            |
| Fortuna Sittard  | 2 - 4 (pró.)          | NEC Nijmegen             |
| W. K. E.         | 1 - 2                 | Den Bosch                |
| Sparta Nijkerk   | 4 - 2 (pró.)          | Staphorst                |
| Zwaluwen '30     | 1 - 2                 | G. V. V. V.              |
| E. V. V.         | 1 - 5                 | F. C. Oss                |
| Excelsior '31    | 0 - 5                 | Excelsior Rotterdam      |
| A. R. C.         | 0 - 8                 | M. V. V. Maastricht      |
| Vitesse          | 0 - 0 (5-4 p.)        | N. A. C. Breda           |

|                       | 20.9.2011 - 22.9.2011 |                 |
| --------------------- | --------------------- | --------------- |
| S. V. V. Scheveningen | 1 - 3                 | ADO Den Haag    |
| V. V. S. B.           | 0 - 8                 | PSV Eindhoven   |
| Noordwijk             | 1 - 3                 | Ajax Ámsterdam  |
| Zwaluwen              | 1 - 8                 | Twente          |
| Genemuiden            | 3 - 1                 | HSC '21         |
| Argon                 | 0 - 2                 | Almere City     |
| JVC Cuijk             | 0 - 1                 | Heracles Almelo |
| De Treffers           | 3 - 2                 | Hardenberg      |
| FC Eindhoven          | 3 - 1                 | Emmen           |
| HBS Craeyenhout       | 2 - 3                 | Lisse           |
| UNA                   | 1 - 3                 | EHC             |
| Barendrecht           | 2 - 0                 | SC Veendam      |
| De Graafschap         | 1 - 1 (3-2 p.)        | Utrecht         |
| Achilles '29          | 1 - 1 (4-3 p.)        | Telstar         |
| AZ Alkmaar            | 4 - 2 (pró.)          | Groningen       |

### Tercera Ronda
Los partidos se desarrollaron entre el 25 y 27 de octubre del 2011.
|                    | 25.10.2011 - 27.10.2011 |                     |
| ------------------ | ----------------------- | ------------------- |
| Achilles '29       | 1 - 0                   | M. V. V. Maastricht |
| Almere City F. C.  | 1 - 2                   | F. C. Eindhoven     |
| S. B. V. Excelsior | 0 - 3                   | G. V. V. V.         |
| F. C. Oss          | 3 - 1 (pr.)             | F. C. Den Bosch     |
| S. C. Heerenveen   | 6 - 1                   | Harkemase Boys      |
| F. C. Zwolle       | 0 - 1                   | R. K. C. Waalwijk   |
| Vitesse            | 2 - 1                   | ADO Den Haag        |
| De Treffers        | 1 - 5                   | De Graafschap       |

|                    | 25.10.2011 - 27.10.2011 |                |
| ------------------ | ----------------------- | -------------- |
| F. C. Twente       | 4 - 3                   | Genemuiden     |
| Heracles Almelo    | 4 - 0                   | V. V. Berkum   |
| P. S. V. Eindhoven | 3 - 0                   | Lisse          |
| Sparta Rotterdam   | 4 - 0                   | Sparta Nijkerk |
| Roda J. C.         | 2 - 4                   | Ajax           |
| F. C. Dordrecht    | 2 - 3 (pr.)             | A. Z. Alkmaar  |
| N. E. C.           | 1 - 0                   | F. C. Volendam |
| Go Ahead Eagles    | 2 - 1                   | Feyenoord      |

## Octavos, cuartos, semis y final

### Octavos de final
Los partidos se desarrollaron entre el 20 y 22 de diciembre del 2011.
|                  | 20.12.2011 - 22.12.2011 |                 |
| ---------------- | ----------------------- | --------------- |
| Ajax Ámsterdam   | 2 - 3                   | AZ Alkmaar      |
| RKC Waalwijk     | 3 - 2                   | Go Ahead Eagles |
| F. C. Eindhoven  | 1 - 2                   | Vitesse         |
| Heracles Almelo  | 4 - 0                   | De Graafschap   |
| Heerenveen       | 11 - 1                  | F. C. Oss       |
| NEC Nijmegen     | 3 - 0                   | Achilles '29    |
| Twente           | 1 - 2 (pró.)            | PSV Eindhoven   |
| Sparta Rotterdam | 1 - 1 (pró.) (4-5 p.)   | G. V. V. V.     |

1. ↑  El partido original fue suspendido al minuto 38 con el Ajax venciendo 1-0, luego de que el equipo del AZ dejara el campo de juego al ver que su portero era expulsado con tarjeta roja, tras patear a un aficionado borracho. El partido se reanudó por completo el 19 de enero del 2012 y se disputó bajo puertas cerradas.

### Cuartos de final
Los partidos se desarrollaron el 31 de enero del 2012
|                 | 31 de enero del 2012 |              |
| --------------- | -------------------- | ------------ |
| Vitesse         | 1 - 2                | Heerenveen   |
| Heracles Almelo | 3 - 0                | RKC Waalwijk |
| AZ Alkmaar      | 2 - 1                | G. V. V. V.  |
| PSV Eindhoven   | 3 - 2                | NEC Nijmegen |

### Semifinales
| 21 de marzo de 2011 20:45 | SC Heerenveen                               | 1:3 (1:1) | PSV Eindhoven | Abe Lenstra Stadion, Heerenveen                                        |                                                                        |
|                           | Labyad 23' · Wijnaldum 46' · Tim Matavž 50' |           | Elm 34'       | Asistencia: 26 000 espectadores Árbitro(s): Bas Nijhuis (Países Bajos) | Asistencia: 26 000 espectadores Árbitro(s): Bas Nijhuis (Países Bajos) |

| 22 de marzo de 2012, 20:45 | AZ Alkmaar                  | 2:4 (2:2; 0:2;) | Heracles Almelo                                      | AFAS Stadion, Alkmaar                                                       |                                                                             |
|                            | Maher 20' · Guðmundsson 22' |                 | Everton 7' · Quansah 66' · Bruns 110' · Guoriye 120' | Asistencia: 10 669 espectadores Árbitro(s): Richard Liesveld (Países Bajos) | Asistencia: 10 669 espectadores Árbitro(s): Richard Liesveld (Países Bajos) |

## Final
| 8 de abril de 2012, 18:00 | PSV Eindhoven                         | 3:0 (1:0) | Heracles Almelo | Stadion Feijenoord, Róterdam                                              |                                                                           |
|                           | Toivonen 31' · Mertens 56' · Lens 63' |           |                 | Asistencia: 50 000 espectadores Árbitro(s): Pol van Boekel (Países Bajos) | Asistencia: 50 000 espectadores Árbitro(s): Pol van Boekel (Países Bajos) |

| Países Bajos                 |
| P. S. V. Eindhoven 9º título |

## Goleadores
Fecha de actualización: 27 de julio del 2012
| Jugador            | Equipo              | Goles |
| ------------------ | ------------------- | ----- |
| Bas Dost           | S. C. Heerenveen    | 6     |
| Prince Rajcomar    | M. V. V. Maastricht | 5     |
| Zakaria Labyad     | P. S. V. Eindhoven  | 5     |
| Marnix Kolder      | Go Ahead Eagles     | 5     |
| Jeremy Bokila      | Sparta Rotterdam    | 4     |
| Tim Matavž         | P. S. V. Eindhoven  | 4     |
| Christopher Bieber | F. C. Oss           | 4     |
| Willem Lanjouw     | S. C. Genemuiden    | 4     |
| Glynor Plet        | Heracles Almelo     | 4     |
| Steven Berghuis    | V. V. V. Venlo      | 4     |
| Luciano Narsingh   | S. C. Heerenveen    | 4     |